# Бригита Чолакова
Бригита Василева Чолакова е българска телевизионна водеща и журналистка.

## Биография
Баща ѝ е архитект, следвал в Германия, а майка ѝ е немкиня.
Първоначално започва работа като говорителка на Централна гара София.
Кариерата ѝ в телевизията започва със „Златния Орфей“ през 1968 година.
Инициатор е на телевизионни предавания като „ТВ Обектив“, „Пожелахте да видите“, „Телевизията представя“, „Стил“, „ТВ Неделник“ и „Модева ТВ".
Заради защитата си и застъпничеството си за ген. Атанас Семерджиев като кандидат за вицепрезидент губи работата си в националната телевизия през 1991 година.
Омъжвала се е 3 пъти – за волейболиста Боби Владимиров, Христо Чолаков и барабаниста Божидар Карагьозов. Няма деца.
Бригита Чолакова умира на 65 години от инфаркт на 6 октомври 1999 г.
За нея са създадени документалните филми „Бригита Чолакова – живот като пасианс“ (2000) и „Бригита“ (2024).